# Montuherkhepeshef (Ramesses III)
Montuherkhepeshef, còn viết là Mentuherkhepeshef, là một vương tử của pharaon Ramesses III thuộc Vương triều thứ 20 trong thời kỳ Ai Cập cổ đại.

## Thân thế
Do Ramesses III xem Ramesses II tiền nhiệm là hình mẫu nên ông cũng đặt tên các con mình theo tên các con trai của Ramesses II. Montuherkhepeshef này được đặt theo tên của Montuherkhepeshef, con trai thứ của Ramesses II. Montuherkhepeshef được biết đến qua phù điêu đám rước các vương tử trên đền thờ Ramesses III ở Medinet Habu. Không rõ mẹ ông là ai trong hai Chính hậu của Ramesses III, do đó ông có lẽ là con của một thứ phi.
Ramesses IX cũng có một con trai tên là Montuherkhepeshef, nếu chiếu theo truyền thống đặt tên con cái theo tên ông bà dưới thời Ai Cập cổ đại, thì cha của Ramesses IX cũng phải có cùng tên với cháu nội, không ai khác phù hợp hơn là vương tử Montuherkhepeshef của Ramesses III, mà Ramesses IX có mẹ là thái hậu Takhat (nhưng người này không mang danh hiệu của vương hậu), nên có thể suy ra rằng Takhat là phu nhân của Montuherkhepeshef này. Vì không thuộc dòng chính kế vị nên việc một vương tử kết hôn với người bình thường là điều hoàn toàn tự nhiên.

## Chôn cất
Ngôi mộ KV13, nơi dự định chôn cất tể tướng Bay dưới thời pharaon Siptah nhưng ông đã bị xử tử. Ramesses III sau đó đã tái sử dụng ngôi mộ này để chôn cất cho con trai Montuherkhepeshef, vì một cỗ quách đá của nữ pharaon Twosret đã được sửa thành tên của ông.